# Станислав Донец
Станислав Јурјевич Донец (рус. Станислав Юрьевич Донец; Димитровгарад, Уљановска област, Русија, 7. јул 1983) је руски пливач леђним стилом, првак Европе 2010. у дисцилини 200 метара леђно, вишеструки светски и европски рекордер у малим базенима.
Светски рекордер је у штафети 4 х 100 метара у малим базенима са 3:19,16 постгнут у Санкт Петербургу 20. децембар 2009. са Сергејен Гејблом, Јевгенијем Коротишкином и Данилом Изотовим)

## Лични рекорди Станислав Донеца
20. август 2010.
| Дисциплина  | Базен | Резултат | Датум              | Место            | Такмичење.             | Бел. |
| ----------- | ----- | -------- | ------------------ | ---------------- | ---------------------- | ---- |
| 50 м леђно  | 50 м  | 25,54    | 1. август 2009.    | Рим, Италија     | СП 2009.               |      |
| 50 м леђно  | 25 м  | 22,76    | 11. децембар 2010. | Истанбул, Турска | ЕП 2009.               | ЕР   |
| 100 м леђно | 50 м  | 53,44    | 11. јун 2009.      | Москва, Русија   | Првенство Русије 2009. |      |
| 100 м леђно | 25 м  | 48:97    | 13. децембар 2009. | Истанбул, Турска | ЕП 2009.               | ЕР   |
| 200 м леђно | 50 м  | 1:55,25  | 30. јул 2009.      | Рим, Италија     | СП 2009.               |      |
| 200 м леђно | 25 м  | 1:48,62  | 10. децембар 2009. | Истанбул, Турска | ЕП 2009.               |      |